# نیو رم (مینه‌سوتا)
نیو رم (به انگلیسی: New Rome) یک منطقهٔ مسکونی در ایالات متحده آمریکا است که در شهرستان سیبلی، مینه‌سوتا واقع شده‌است. نیو رم ۳۰۲٫۹۷ متر بالاتر از سطح دریا قرار دارد.